# Шломо Елијаху
Shlomo Eliahu (хебр. שלמה אליהו; је израелски бизнисмен, милијардер и бивши политичар који је био посланик у Кнесету између 1978. и 1981. године.

## Биографија
Рођен у Багдаду 1936. године, Елијаху је емигрирао у Израел 1950. године са родитељима и осам браће и сестара. Након што је првобитно живео у ма'абари у Беит Лиду, његова породица се преселила у Кирјат Шалом.
Убрзо након емиграције почео је да ради за Мигдал. Након што је отпуштен 1953. године, почео је да ради за Бињан као агент за осигурање. Био је ослобођен националне службе у Израелским одбрамбеним снагама јер је боловао од полиомијелитиса, а 1955. године основао је независну осигуравајућу компанију у насељу Шапира у Тел Авиву. Године 1966. основао је осигуравајућу компанију Елијаху, која се у почетку бавила само осигурањем аутомобила, пре него што се проширила на друге облике осигурања.
Године 1977. придружио се новој странци Демократски покрет за промене (Даш) и освојио место на њеној листи за Кнесет. Иако није успео да освоји место на изборима 1977. године, ушао је у Кнесет 15. фебруара 1978. као замена за Меира Зореу.  Када се странка поделила касније 1978. године, придружио се Демократском покрету.
Дана 8. јула 1980. Елијаху и Шафик Асад напустили су Демократски покрет да би основали странку Ахва. Иако им се касније придружио Акива Ноф, и Ноф и Асад су напустили странку до краја седнице Кнесета, остављајући Елијахуа као њеног јединог члана. Странка се није кандидовала на изборима 1981. године, а Елијаху је изгубио место.
Данас Елијаху поседује велики удео у Банци Леуми и 23% Унион банке Израела. Према Форбсу, 2011. године је рангиран као 12. најбогатија особа у Израелу са нето вредношћу од 1,1 милијарде долара (USD).
Разведен је и има четворо деце.